# Haagen Christian Astrup
Haagen Christian Astrup (22. januar 1766 – 4. februar 1827 i Varde) var en dansk generalkrigskommissær og godsejer.
Astrup var søn af af ejer af Eskilstrup, justitsråd Jens Astrup og Kirstine Margrethe født Heegaard. Han blev 1783 student, privat dimitteret og 1786 cand.jur. 1794 blev Astrup kammerråd, 1802 kaptajn og kompagnichef i Nordre sjællandske Landeværnsregiment, 1807 sat à la suite og 1808 afskediget. 1809 blev han generalkrigskommissær og adlet ved patent af 24. august 1810. 1825 blev Astrup udnævnt til byfoged i Varde samt herredsfoged i Øster og Vester Herred.
1788-1801 ejede han Totterupholm, som han 1789 fik tilladelse til at kalde Rosendal. 1799-1806 ejede han Sæbygård, 1800-1806 Falkenhøj og Frihedslund, 1803-06 Løvegård, 1806-09 Gislingegård, 1806-10 Kokkedal, 1808-10 Nivågård og 1813-19 Gammelgård, der blev solgt ved opbudsauktion sidstnævnte år. Han ejede også Antvorskov, på hvis grund han anlagde en lervarefabrik.
Han blev gift 1. gang 26. juni 1789 med Ane Margrethe Falk (død 16. januar 1828, 67 år, i København), ægteskabet opløst 1806, 30. april forlig om deling af fællesboet. 2. gang ægtede han 25. maj 1806 på Frederiksberg Helene Caroline Floeberg (døbt 17. februar 1785 i Vor Frue Kirke, København - 30. januar 1850 i Christiansfeld), datter af parykmager og hårskærer Andreas Gustavus Floeberg og Anne Cathrine Jacobsen.
Astrup er begravet på Sankt Jacobi Kirkegård i Varde.
Der findes et portrætmaleri i privateje.